# Liste der Kulturdenkmäler in Gottstreu
Die folgende Liste enthält die in der Denkmaltopographie ausgewiesenen Kulturdenkmäler auf dem Gebiet des Ortsteils Gottstreu der Gemeinde Wesertal, Landkreis Kassel, Hessen.
Hinweis: Die Reihenfolge der Denkmäler in dieser Liste orientiert sich an der Anschrift, alternativ ist sie auch nach der Bezeichnung oder der Bauzeit sortierbar.
Kulturdenkmäler werden fortlaufend im Denkmalverzeichnis des Landes Hessen durch das Landesamt für Denkmalpflege Hessen auf Basis des Hessischen Denkmalschutzgesetzes (HDSchG) geführt. Die Schutzwürdigkeit eines Kulturdenkmals hängt nicht von der Eintragung in das Denkmalverzeichnis des Landes Hessen oder der Veröffentlichung in der Denkmaltopographie ab.

## Gottstreu
| Bild                                                  | Bezeichnung                             | Lage                                           | Beschreibung | Bauzeit | Daten |
| ----------------------------------------------------- | --------------------------------------- | ---------------------------------------------- | ------------ | ------- | ----- |
| Untere Straße, rechte Hausnummern beginnend mit 20/22 | Gesamtanlage Gottstreu                  | Lage                                           |              |         |       |
| Bild gesucht BW                                       | Fachwerkhaus Obere Straße 1             | Waldenserstraße (früher: Obere Straße) 1 Lage  |              |         |       |
| weitere Bilder                                        | Filialkirche                            | Waldenserstraße (früher: Obere Straße) 2 Lage  |              |         |       |
| Bild gesucht BW                                       | Fachwerkhaus Obere Straße 3             | Waldenserstraße (früher: Obere Straße) 3 Lage  |              |         |       |
| Bild gesucht BW                                       | Putzbau Obere Straße 5                  | Waldenserstraße (früher: Obere Straße) 5 Lage  |              |         |       |
| Bild gesucht BW                                       | Fachwerkhaus Obere Straße 11            | Waldenserstraße (früher: Obere Straße) 11 Lage |              |         |       |
| Bild gesucht BW                                       | Fachwerkhaus Untere Straße 4            | Untere Straße 4 Lage                           |              |         |       |
| Bild gesucht BW                                       | Wohnwirtschaftsgebäude Untere Straße 14 | Untere Straße 14 Lage                          |              |         |       |
| Untere Straße 20 und 22 sind vorne rechts             | Doppelhaus Untere Straße 20 und 22      | Untere Straße 20 und 22 Lage                   |              |         |       |
| Bild gesucht BW                                       | Gasthaus                                | Untere Straße 24 Lage                          |              |         |       |
| Direkt Bild zu diesem Denkmal hochladen               | Wohnhaus An der alten Glashütte         | An der alten Glashütte                         |              |         |       |
| Direkt Bild zu diesem Denkmal hochladen               | Forsthaus                               | Weiße Hütte 15                                 |              |         |       |

## Hessenpark

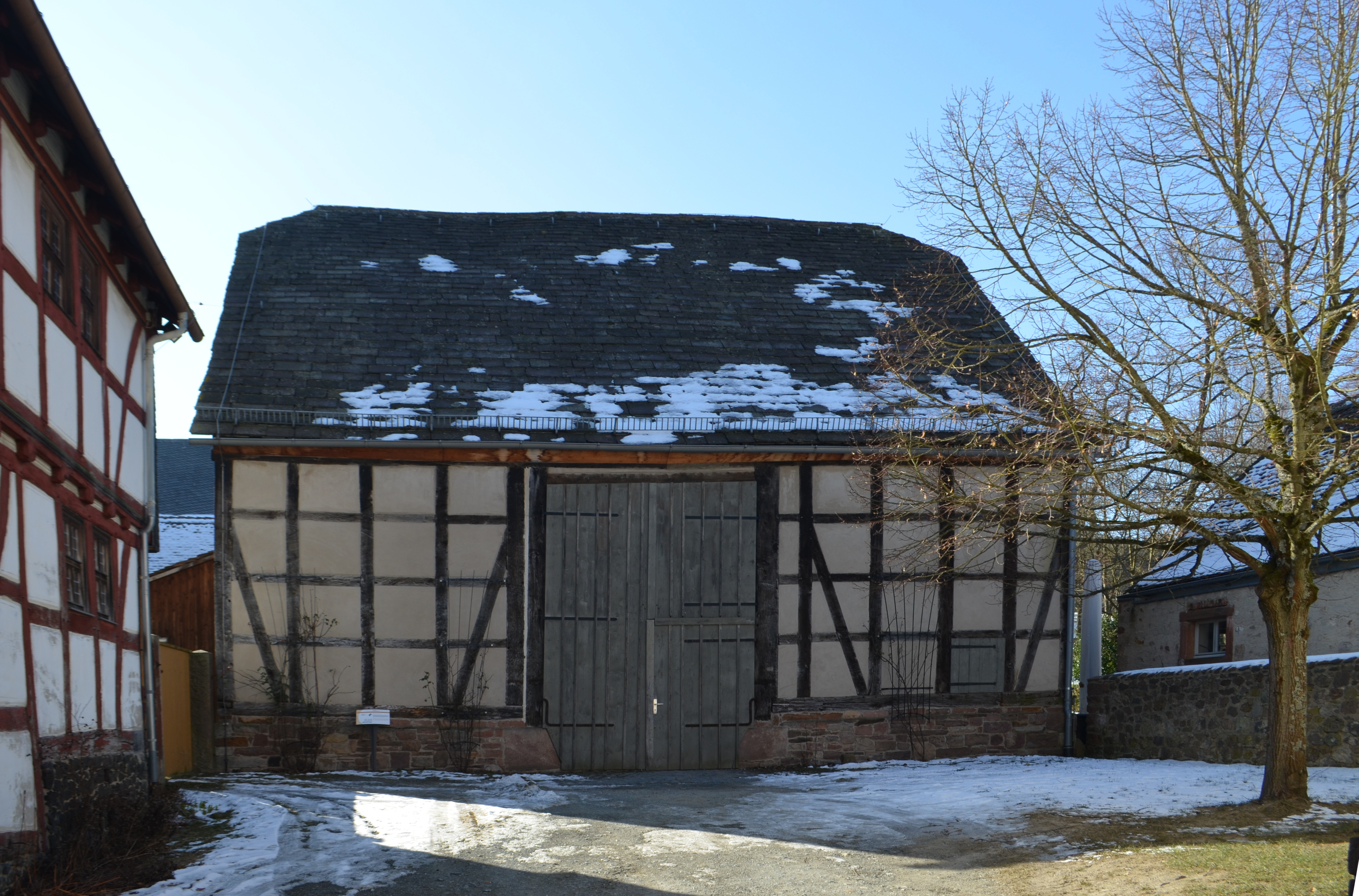
Scheune aus Gottstreu

Die Scheune aus Gottstreu ist ein ehemals unter Denkmalschutz stehendes Gebäude. Sie wurde in Gottstreu abgebaut und in den Hessenpark (Baugruppe A – Marktplatz) transloziert. Die Scheune aus Gottstreu kann dort für Veranstaltungen wie Hochzeiten gemietet werden.